# Philip de Melville
Philip de Melville († nach 1244) war ein schottischer Adliger und Beamter. Von 1241 bis mindestens August 1242 diente er als Justiciar of Scotia.
Philip de Melville entstammte einer Familie, die zu den niederen Kronvasallen gehörten. Er war vermutlich ein Sohn von Richard de Melville und dessen Frau Margaret Prat. Bereits sein Großvater Geoffrey de Melville hatte Mitte der 1170er als Justiciar vermutlich von Lothian gedient. Philip diente ab den 1220er Jahren als königlicher Richter. Vor 1228, vermutlich schon vor 1222 wurde er Sheriff von Aberdeen. Nach dem Tod von Walter Fitzalan 1241 ernannte König Alexander II. Philip de Melville zusammen mit Robert de Mowat zum Justiciar of Scotia und damit zum Vertreter des Königs in der Region nördlich des Forth. Indem der König dieses wichtige Amt an zwei Barone aufteilte, wollte er vielleicht die Amtsträger entlasten, da die Aufgaben des Amtes stark gewachsen waren. Nach der Ermordung des Earl of Atholl 1242 kam es in Mar zu Unruhen. Die mit dem Earl of Atholl verwandten Alexander Comyn, 6. Earl of Buchan und John Comyn of Badenoch plünderten Besitzungen von Walter Bisset, den sie des Mordes beschuldigten. Weder Melville noch Mowat waren in der Lage, gegen die Comyns den Landfrieden wieder herzustellen und Bisset zu schützen, da sie offenbar politisch von Walter Comyn, Earl of Menteith politisch abhängig waren. Der König berief deshalb für August 1242 eine Ratsversammlung nach Forfar ein, in der die Beschuldigungen gegen Bisset gehört werden sollten. Am 4. August werden Mowat und Melville letztmals als Justiciare erwähnt. Wenig später wurden sie vermutlich entlassen. Vor März 1244 hatte der König Alan Durward zum neuen, alleinigen Justiciar of Scotia ernannt. Melville gilt aufgrund seiner raschen Entlassung aus dem wichtigen Amt als politisch unbedeutend. Diese Ansicht ist aber umstritten, wobei die genauen Ursachen für sein Scheitern, aber auch die wirkliche Schuld am Tod von Bisset ungeklärt sind.
Melville hatte Eve, eine Tochter von Walter, son of Sibbald geheiratet. Er hatte mindestens einen Sohn, Gregory de Melville.